# 髪結いの亭主
『髪結いの亭主』（かみゆいのていしゅ、Le Mari de la coiffeuse）は、パトリス・ルコント監督による1990年のフランス映画。セザール賞に7部門ノミネートされた。日本で最初に公開されたパトリス・ルコント作品、監督の名を日本に知らしめた作品。

## あらすじ
アントワーヌは回想している。
12歳の夏ノルマンディーで母の手編みの水着で遊んだことを、石鹸とコロンの匂いに包まれた理容室、シェーファー夫人の理容室に通って髪結いを妻にすると決めたことを、それを告げた父に平手うちにされたことを。中年の頃、イジドールから譲られたサロンで客を待つマチルドを見つけ、調髪してもらったその場で求婚したことを、ささやかな結婚式のことを、常連客のモルヴォワシューと婿や、飛び込みの客が店に来る様を。友達も、子供も、仕事も要らない。酒も、煙草も、旅行もしない。大切なのは、このサロンで、マチルドだけ。平穏な10年が過ぎた。
マチルドは言った。「ひとつだけ約束して。愛してるふりは絶対しないで」
雷雨の夕刻、愛を交わしたマチルドは、買い物に行くと言って雨の中を出ていき、増水した川に身投げした。
もうマチルドがいないサロン。ひとり、いつものようにクロスワードパズルをする。客が来た。子供の頃から時折するように、中東の歌に合わせて我流の踊りを披露した。「妻はもうじき戻ってきますから」と言ってクロスワードを続ける。

## 出演
- ジャン・ロシュフォール：アントワーヌ (Antoine)
- アンナ・ガリエナ：マチルド (Mathilde)
- ローラン・ベルタン（フランス語版）：アントワーヌの父
- モーリス・シェヴィ（フランス語版）：アンブロワーズ・デュプレ、通称イジドル・アゴピアン (Ambroise Dupré dit Isidore Agopian)
- フィリップ・クレヴノ（フランス語版）：モルヴォワシュー (Morvoisieux)
- ジャック・マトゥ（フランス語版）：シャルドン (M. Chardon)
- アンヌ＝マリー・ピザニ（フランス語版）：シェーファー夫人 (Mme Sheaffer)
- ヘンリー・ホッキング（フランス語版）：アントワーヌ12歳
- ティッキー・オルガド：モルヴォワシューの婿

## 賞

### 受賞
- ルイ・デリュック賞（1990年）
  - パトリス・ルコント
  - 『ピストルと少年』のジャック・ドワイヨンと共同受賞

### ノミネート
- セザール賞（1991年）
  - 最優秀男優賞：ジャン・ロシュフォール
  - 最優秀撮影賞：エドゥアルド・セラ
  - 最優秀監督賞：パトリス・ルコント
  - 最優秀編集賞：ジョエル・アシュ
  - 最優秀作品賞：パトリス・ルコント
  - 最優秀美術賞：イヴァン・モーソン
  - 最優秀脚本賞：クロード・クロッツ、パトリス・ルコント
- 英国アカデミー賞（1992年）
  - 外国語映画賞：ティエリー・ド・ガネー、パトリス・ルコント

## キャッチコピー・評
- 「かほりたつ、官能」（キャッチコピー）
- 「いいねえ、これが恋愛ってもんよ」荒木経惟[5]
- 「甘く、ほろ苦い人生のスケッチ」淀川長治[5]
- 「かおりたつ題名であっと言わせる」フィガロ誌 "Un film épatant au titre parfumé"[6]
- 「パトリス・ルコントで、もっとも私的、もっとも熱狂的、そしてもっとも成功している」プルミエール誌 (fr) "Le film le plus personnel, le plus chaleureux et le plus abouti de Patrice Leconte."[6]